# Michael Woods
Michael Woods (n. 12 octombrie 1986, East York⁠(d), Ontario, Canada) este un ciclist  profesionist canadian, în prezent membru al echipei Israel–Premier Tech. În august 2020, s-a anunțat că Woods urmează să se alăture echipei Israel Start-Up Nation din sezonul 2021, pentru un contract de trei ani.

## Rezultate în marile tururi

### Turul Franței
4 participări
- 2019: locul 32
- 2021: nu a terminat competiția
- 2022: nu a terminat competiția
- 2023: locul 48, câștigător al etapei a 9-a

### Turul Italiei
3 participări
- 2017: locul 38
- 2018: locul 19
- 2024: nu a terminat competiția

### Turul Spaniei
5 participări
- 2017: locul 7
- 2018: locul 34, câștigător al etapei a 17-a
- 2020: locul 34, câștigător al etapei a 7-a
- 2022: nu a terminat competiția
- 2024: câștigător al etapei a 13-a